# Constantino Doranita
Constantino Doranita (en griego: Κωνσταντίνος Δωρανίτης) fue un miembro de la familia aristocrática de los Doranita de Trebisonda, fue el hermano de Teodoro Doranita, un gran estratopedarca, durante el reinado de Alejo III de Trebisonda. Su actividad, y la de su familia en general, se llevó a cabo a mediados del siglo XIV, durante la guerra civil que estalló a cabo después de la muerte del emperador Basilio y perturbó el Imperio de Trebisonda en el curso de ese período. Constantino organizó un fallido levantamiento contra Alejo III en 1352.